# Sommer-Paralympics 2012/Teilnehmer (Tadschikistan)
| stlisierte Goldmedaille | stlisierte Silbermedaille | stlisierte Bronzemedaille |
| ----------------------- | ------------------------- | ------------------------- |
| —                       | —                         | —                         |

Tadschikistan entsandte zu den Paralympischen Sommerspielen 2012 in London einen männlichen Athleten.

## Powerlifting
Männer
- Parwis Odinajew